# Tuponia
Genre
Tuponia est un genre d'insectes hémiptères de la famille des Miridae.

## Liste d'espèces
Selon GBIF (8 janvier 2024) :
- Tuponia adenica Linnavuori, 1975
- Tuponia albescens Zheng & H.Li., 1992
- Tuponia algirica Eckerlein & Wagner, 1965
- Tuponia altera Wagner, 1974
- Tuponia anatolica Linnavuori, 1965
- Tuponia angusta Wagner, 1957
- Tuponia arcufera Reuter, 1879
- Tuponia ayasensis Wagner, 1963
- Tuponia bifasciata Wagner, 1965
- Tuponia brachycera Wagner, 1973
- Tuponia brevicula Qi & Nonnaizab, 1997
- Tuponia brevirostris Reuter, 1883
- Tuponia brignolii Carapezza, 1994
- Tuponia chinensis Zheng & H.Li., 1992
- Tuponia concinna (Reuter, 1875)
- Tuponia concinnoides Linnavuori, 1961
- Tuponia coruhica Wagner, 1976
- Tuponia crassicornis Wagner, 1963
- Tuponia cristifera Drapolyuk, 1982
- Tuponia dalmatina Wagner, 1955
- Tuponia dehshorana Linnavuori, 1997
- Tuponia distincta Drapolyuk, 1980
- Tuponia diversa Linnavuori, 1975
- Tuponia elegans (Jakovlev, 1867)
- Tuponia ferganensis Drapolyuk, 1982
- Tuponia filomele Linnavuori, 1995
- Tuponia fuscipes Drapolyuk, 1982
- Tuponia gobica Drapolyuk, 1982
- Tuponia gracilipedis
- Tuponia gracilis Drapolyuk, 1982
- Tuponia gussakovskii Drapolyuk, 1982
- Tuponia guttata Wagner, 1950
- Tuponia hippophaes (Fieber, 1861)
- Tuponia hosseinii Linnavuori, 2004
- Tuponia incerta Wagner, 1973
- Tuponia inessae Linnavuori, 2004
- Tuponia jaxartensis Drapolyuk, 1980
- Tuponia juniperina (Linnavuori, 1975)
- Tuponia kebillina Wagner, 1977
- Tuponia kerzhneri Drapolyuk, 1982
- Tuponia kiritshenkoi Drapolyuk, 1982
- Tuponia kurdestanica Linnavuori, 2010
- Tuponia linnavuorii Wagner, 1961
- Tuponia loginovae Drapolyuk, 1982
- Tuponia longipennis Horvath, 1909
- Tuponia luniensis Linnavuori, 1974
- Tuponia macedonica Wagner, 1957
- Tuponia mascarenensis Carvalho, 1953
- Tuponia massai Carapezza, 1997
- Tuponia minima Wagner, 1957
- Tuponia minutissima Linnavuori, 1961
- Tuponia mixticolor (A.Costa, 1862)
- Tuponia mongolica Drapolyuk, 1980
- Tuponia montandoni Reuter, 1899
- Tuponia mujiba Wagner, 1971
- Tuponia neftae Carapezza, 1997
- Tuponia ninlil Linnavuori, 1984
- Tuponia noualhieri Reuter, 1902
- Tuponia oculata Wagner, 1954
- Tuponia ornatipes Linnavuori, 1975
- Tuponia oxiana Drapolyuk, 1982
- Tuponia pallidicornis Van Duzee, 1923
- Tuponia persica Wagner, 1957
- Tuponia picticornis Linnavuori, 2004
- Tuponia pictiscutum Wagner, 1975
- Tuponia platycranoides Linnavuori, 1975
- Tuponia prasina (Fieber, 1864)
- Tuponia pungens Linnavuori, 1986
- Tuponia reaumuriae V.Putshkov, 1977
- Tuponia roseipennis Reuter, 1878
- Tuponia rubella Puton, 1889
- Tuponia rungsi Wagner, 1958
- Tuponia semele Linnavuori, 1995
- Tuponia shadeganica Linnavuori, 2010
- Tuponia shulgi Linnavuori, 1984
- Tuponia simplex Wagner, 1974
- Tuponia somalica Linnavuori, 1975
- Tuponia soongorica Drapolyuk, 1980
- Tuponia spilana Wagner, 1974
- Tuponia spinifera Drapolyuk, 1982
- Tuponia subaltera Drapolyuk, 1980
- Tuponia suturalis Reuter, 1901
- Tuponia tadzhikorum Drapolyuk, 1982
- Tuponia tamaricicola Lindberg, 1939
- Tuponia tamarisci (Perris, 1857)
- Tuponia tibialis Reuter, 1901
- Tuponia turanica Drapolyuk, 1980
- Tuponia virentis
- Tuponia viridisparsa Lindberg, 1958

- Tuponia sp. Fieber, 1864
- Tuponia sp. Jakovlev, 1867
- Tuponia sp. Carapezza, 1994
- Tuponia sp. Drapolyuk, 1980
- Tuponia sp. Lindberg, 1939
- Tuponia sp. Linnavuori, 1975
- Tuponia sp. Reuter, 1879
- Tuponia sp. Wagner, 1965

## Classification
Le nom valide complet (avec auteur) de ce taxon est Tuponia Reuter, 1875.
Le genre a été initialement créé en 1875 par Odo Morannal Reuter comme un sous-genre de Megalodactylus.

## Publication originale
- O. M. Reuter, « Genera Cimicidarum Europae », Bihang till Kongliga Svenska Vetenskaps-Akademiens Handlingar, Stockholm, Inconnu, vol. 3,‎ 1875, p. 1–66 (ISSN 0284-7280, OCLC 7646576, DOI 10.5962/BHL.PART.4014, lire en ligne).